# Пехтім
Пехті́м — дівочий головний убір у шокші Теньгушевського району.

## Опис
Виглядав як шапочка з невисоким очіллям, що була щільно обшита мідними бубенцями. По краю очілля нашивали торо́ки (бахрому) з ниток бісера, тонких срібних стрічок та дрібних срібних монет.
Позаду спускався потильник з різнокольорових стрічок. З боків 2 кульки з помаранчевих та зелених шерстяних ниток.
За звичай пехтім носила до повноліття найстарша дочка в сім'ї.